# Берг, Раиса Львовна
Раи́са Льво́вна Берг (27 марта [9 апреля] 1913, Санкт-Петербург, Российская империя — 1 марта 2006, Париж, Франция) — советский, американский и французский генетик, популяризатор науки, правозащитница, мемуарист. Доктор биологических наук (1964).

## Биография

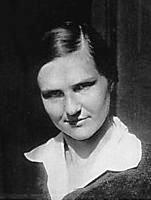
Р. Л. Берг. 1940

Дочь зоолога и географа, президента Всесоюзного географического общества академика Льва Семёновича Берга и Паулины Адольфовны (Авраамовны) Катловкер (1881—1943), племянница издателя Б. А. Катловкера. Окончила Ленинградский университет по специальности «генетика животных» (1935), аспирантуру там же (1939). Ученица Н. И. Вавилова, Г. Дж. Мёллера, И. И. Шмальгаузена и других выдающихся учёных.
В 1944—1947 годах — старший научный сотрудник Института эволюционной морфологии животных им. А. Н. Северцова. Доцент кафедры зоологии и дарвинизма Ленинградского государственного педагогического института имени А. И. Герцена (1948). В период разгрома советской генетики, инспирированного Т. Д. Лысенко и его сторонниками на сессии ВАСХНИЛ 1948 года, была, как и большинство учёных-генетиков, уволена с работы (оставалась практически безработной в течение шести лет). В 1949 году была временно зачислена научным сотрудником во ВНИИ озёрного и речного рыбного хозяйства.
Ассистент (1954—1957), доцент (1957—1960) кафедры дарвинизма биолого-почвенного факультета ЛГУ. Старший научный сотрудник Биологического научно-исследовательского института ЛГУ (1960—1963).
В 1955 году подписала «Письмо трёхсот», ставшее причиной последующей отставки Лысенко с поста президента ВАСХНИЛ.
Осенью 1962 года на даче Р. Л. Берг в Комарово жил поэт Иосиф Бродский; здесь были созданы «Песни счастливой зимы».
В 1963—1968 годах — организатор и заведующая лабораторией генетики популяций Института цитологии и генетики СО АН СССР (Новосибирск). Одновременно профессор кафедры общей биологии (1965—1966) и кафедры цитологии и генетики факультета естественных наук (1967) Новосибирского государственного университета.
В 1968—1970 годах — заведующая группой в Агрофизическом институте ВАСХНИЛ в Ленинграде. Одновременно (1968—1974) — профессор ЛГПИ. В 1968 году лишилась работы после подписания коллективного письма научных работников в защиту политзаключённых А. И. Гинзбурга (осуждённого после издания «Белой книги» о политическом процессе А. Д. Синявского и Ю. М. Даниэля), Ю. Т. Галанскова и В. И. Лашковой.
В декабре 1974 года эмигрировала в США. Работала в университете Висконсина (Мадисон; 1976—1981), университете Вашингтона (Сент-Луис; 1981—1985), университете Миссури (Сент-Луис; 1985—1994).
С 1994 года жила во Франции. Похоронена на парижском кладбище Пер-Лашез.
Автор многочисленных работ в области популяционной и эволюционной генетики. С середины 1960-х годов занималась популяризацией науки, публиковала эссе в журнале «Знание — сила». В 1983 году опубликовала книгу «Суховей. Воспоминания генетика». В 1993 году новосибирским филиалом издательства «Наука» был издан сборник избранных трудов по эволюционной генетике «Генетика и эволюция».

## Семья
- Сын — Дмитрий Дмитриевич Квасов (1932—1989), доктор географических наук, автор книги «Л. С. Берг» (совместно с В. А. Исаченковым; М.: Просвещение, 1988), монографий «Позднечетвертичная история крупных озёр и внутренних морей Восточной Европы» (Л.: Наука, 1975), «История озёр позднего мезозоя и кайнозоя» (с соавторами, Л.: Наука, 1988), «История Ладожского, Онежского, Псковско-Чудского озёр, Байкала и Ханки» (с соавторами; Л.: Наука, 1990) и других.
- Муж (1945—1952) — Валентин Сергеевич Кирпичников, генетик 
  - Дочь — Елизавета, (род. 1947);
  - Дочь —  Мария, (род. 1948).

## Награды
- 1946 — Медаль «За доблестный труд в Великой Отечественной войне 1941—1945 гг.»
- 1990 — Орден Дружбы народов[8]